# Тырманд, Эта Моисеевна
Э́та (Эди) Моисе́евна Ты́рманд (бел. Эта Майсееўна Тырманд; 23 февраля 1917, Варшава, Российская империя — 29 апреля 2008, Минск, Республика Беларусь) — советский и белорусский композитор, пианистка и музыкальный педагог. Член Союза композиторов СССР с 1954 года. Первая женщина-композитор в Беларуси.

## Биография
Эта (Эди) Моисеевна Тырманд родилась 23 февраля 1917 года в Варшаве. С 1929 года посещала класс фортепиано Варшавской консерватории. В 1938 году окончила учительско-хоровой факультет Варшавской консерватории, одновременно продолжая обучаться по классу фортепиано.
В 1939 году, после оккупации Варшавы немецко-фашистскими войсками, бежала в СССР. После переезда в Минск поступила в Белорусскую государственную консерваторию в класс фортепиано доцента Алексея Константиновича Клумова, совмещая учёбу с работой концертмейстера.
В годы Великой Отечественной войны и в первые послевоенные годы Эди Тырманд проживает в городе Фрунзе (ныне Бишкек), работая концертмейстером Киргизского театра оперы и балета имени А. Малдыбаева, а также педагогом местного музыкального училища.
В 1948 году восстанавливается на пятом курсе Белорусской государственной консерватории (класс фортепиано Григория Ильича Шершевского) и поступает на первый курс отделения композиции (класс Анатолия Васильевича Богатырёва). Фортепианное отделение заканчивает в 1949 году, композиторское в 1952.
С 1949 года Эди Тырманд преподаёт фортепиано в Белорусской государственной консерватории, а с 1963 года становится и. о. доцента вновь созданной кафедры концертмейстерского мастерства. Ей принадлежат особые заслуги в воспитании нескольких поколений высококвалифицированных концертмейстеров, её считают главой белорусской концертмейстерской школы.
Одновременно Эди Тырманд интенсивно занимается композиторским творчеством, создавая произведения в основном в камерном жанре.
Последние 20 лет жизни Эди Моисеевны были омрачены проблемами со зрением, которые очень скоро завершились практически полной слепотой.
Эди Моисеевна Тырманд умерла в Минске 29 апреля 2008 года.

## Семья
Все родные и близкие Эди Моисеевны погибли в Варшавском гетто, в том числе родители Мойше-Герш Иосифович Тырманд (1891—1942), уроженец Варшавы и Шифра-Цирл Ицковна Глянцшпигель (1895—1942), уроженка Люблина, сестра Иоспа-Мариам (1921—1942).
Единственным близким ей человеком был муж, альтист Израиль Александрович Турш, также потерявший своих близких в Холокосте на территории Польши.

## Творчество

### Основные произведения

#### Для фортепиано с симфоническим оркестром
- Два концерта (1952, 1956)

#### Для оркестра народных инструментов
- Фантазия «Польские напевы»

#### Для фортепиано соло
- Две сонаты (1969, 1972)
- Сюита «Сценки из детской жизни» (1953)
- Сонатина (1954)
- «Пионерская сюита» (1962)
- Токката (1962)
- Сюита (1963)
- Этюды-картины (две тетради, 1971—1972)
- Сюита «Четыре настроения» (1973)

#### Для скрипки и фортепиано
- Две сонаты (1950, 1972)
- Импровизация и танец (1957)
- Поэма (1968)

#### Для альта и фортепиано
- Соната (1961; вторая редакция — переложение для скрипки и фортепиано, 1967)

#### Для виолончели и фортепиано
- Импровизация и аллегро (1971)

#### Для цимбал и фортепиано
- Скерцо (1969)
- Концертный вальс (1970)
- Две пьесы (Мелодия, Шутка, 1974)

#### Для хора без сопровождения
- Хоровой цикл на стихи Максима Богдановича

#### Для голоса и фортепиано
- Вокальный цикл на стили Б.Дадье
- Вокальный цикл «Зямное прыцягненне» на стихи Максима Танка
- Вокальный цикл «Беражыце мір» на стихи Эди Огнецвет
- Вокальный цикл на стихи Гарсия Лорки